# Sauveur Ducazeaux
Sauveur Ducazeaux (Baiona, 8 de desembre de 1911 - Colmar, 23 de juny de 1987) va ser un ciclista francès que fou professional entre 1934 i 1938. En el seu palmarès destaquen una victòria etapa a la Volta a Euskadi i una altra al Tour de França de 1936.

## Palmarès
- 1931
  - Vencedor d'una etapa al Circuit de Béarn
- 1933
  - 1r a la París-Chauny
- 1935
  - Vencedor d'una etapa a la Volta a Euskadi
- 1936
  - Vencedor d'una etapa al Tour de França

## Resultats al Tour de França
- 1936. 37è de la classificació general. Vencedor d'una etapa
- 1937. 19è de la classificació general
- 1938. Abandona (8a etapa)